# Raión de Novo Vodolaga
Novo Vodolaga (en ucraniano: Нововодолазький район) es un raión o distrito de Ucrania en el óblast de Járkov. 
Comprende una superficie de 1183 km².
La capital es la ciudad de Novo Vodolaga.

## Demografía
Según estimación 2010 contaba con una población total de 35726 habitantes.

## Otros datos
El código KOATUU es 6324200000. El código postal 63200 y el prefijo telefónico +380 5740.